# 島方村
島方村（しまかたむら）は、かつて新潟県西蒲原郡にあった村。1901年11月1日の編入合併によって消滅し、現在は新潟市西蒲区の一部となっている。
以下の記述は合併直前当時の旧島方村に関しての記述であり、現在では名称等が異なる場合がある。なお、ここに記述されていない内容に関しては新潟市などの記事を参照。

## 沿革
- 1889年（明治22年）4月1日 - 町村制施行に伴い西蒲原郡山口新田村、山口新田村受、熊谷村、熊谷村受が合併し、島方村が発足。
- 1901年（明治34年）11月1日 - 西蒲原郡横戸村、井随村、五之上村と合併し、四ツ合村となり消滅。

## 地域
島方村は、合併した村名を継承する以下の大字で構成される。
熊谷（くまがい）
1889年（明治22年）まであった熊谷村の区域。現在の新潟市西蒲区熊谷。
熊谷村受（くまがいむらうけ）
江戸時代から1889年（明治22年）まであった村名。新川右岸に位置する。
延享年間に開発の始まった御封印野新田の一部で、熊谷村請けで開発された区域。1751年（宝暦元年）に検地を受けて成立。
1889年(明治22年)から島方村の大字となるが、以後の変遷は不明。
山口新田（やまくちしんでん）
1889年（明治22年）まであった山口新田村の区域。現在の新潟市西蒲区山口新田。
山口新田村受（やまくちしんでんむらうけ）
江戸時代から1889年（明治22年）まであった村名。新川右岸に位置する。
延享年間に開発の始まった御封印野新田の一部で、山口新田村請けで開発された区域。1751年（宝暦元年）に検地を受けて成立。
1889年(明治22年)から島方村の大字となるが、以後の変遷は不明。